# Districtul Wang Sombun
Wang Sombun (în thailandeză วังสมบูรณ์) este un district (Amphoe) din provincia Sa Kaeo, Thailanda, cu o populație de 35.334 de locuitori și o suprafață de 383,5 km².

## Componență
Districtul este subdivizat în 3 subdistricte (tambon), care sunt subdivizate în 48 de sate (muban).
| Nr. | Nume        | În thailandeză | Sate | Locuitori |  |
| --- | ----------- | -------------- | ---- | --------- |  |
| 1.  | Wang Sombun | วังสมบูรณ์        | 17   | 10,549    |  |
| 2.  | Wang Mai    | วังใหม่          | 12   | 11,973    |  |
| 3.  | Wang Thong  | วังทอง          | 12   | 12,812    |  |